# 15611 Leejoonyoung
15611 Leejoonyoung este o planetă minoră (asteroid), cu un diametru de 11,064 km, din centura de asteroizi. A fost descoperită pe 7 aprilie 2000 la Experimental Test Site⁠(d) de Lincoln Near-Earth Asteroid Research. 
Obiectul prezintă o orbită caracterizată de o semiaxă mare de 2,766936 UAi, o excentricitate de 0,16, o înclinație de 8,1867 ° în raport cu ecliptica.